# Pingjiang (Suzhou)
Pingjiang (chinesisch 平江区, Pinyin Píngjiāng Qū) war ein Stadtbezirk im Osten der Volksrepublik China. Er gehörte zum Verwaltungsgebiet der bezirksfreien Stadt Suzhou in der Provinz Jiangsu. Er hatte eine Fläche von 22 km² und zählte 240.000  Einwohner (2004). Im August 2012 wurde er aufgelöst und mit zwei anderen Stadtbezirken Suzhous zum neuen Stadtbezirk Gusu (姑苏区) zusammengelegt.

## Administrative Gliederung
Auf Gemeindeebene setzte sich der Stadtbezirk aus sechs Straßenvierteln und zusammen. 